# قصر كارينيانو

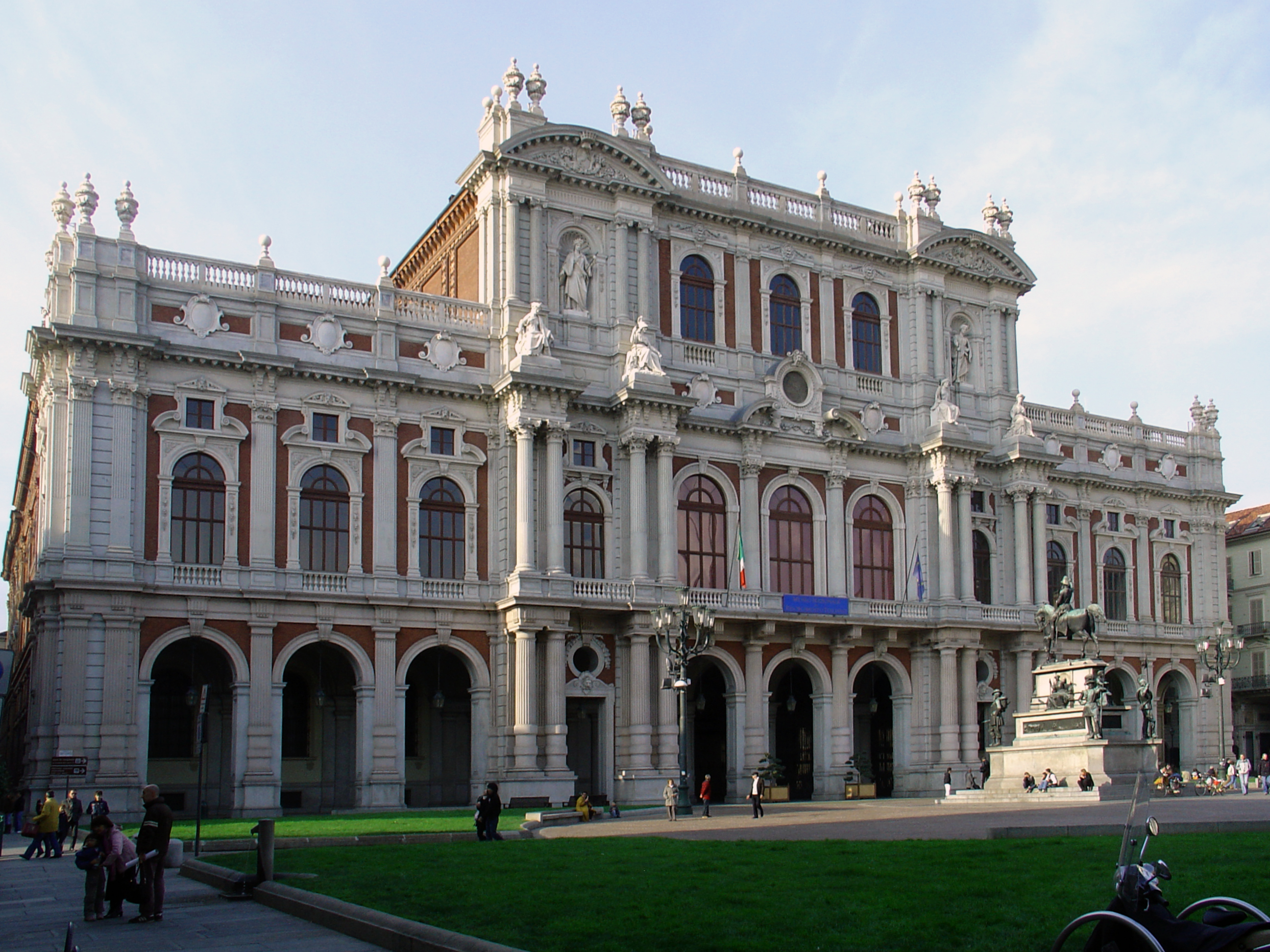
الواجهة الخلفية من القرن التاسع عشر لبالاتسو كارينيانو المطلة على بياتسا كارلو ألبرتو.

قصر كارينيانو (بالإيطالية: Palazzo Carignano)‏ هو مبنى تاريخي في وسط مدينة تورينو ويضم حالياً متحف توحيد إيطاليا. كان في فترة سابقة السكن الخاص للأمراء الكارينيانيين وسمي تيمناً بهم. يتميز بواجهته المدورة الفريدة من نوعها. يقع على فيا أكاديميا ديللي سيانزي.